# Сенюк Віталій Дмитрович
Віта́лій Дми́трович Сенюк (нар. 8 липня 1971, с. Острівець, Городенківський район, Івано-Франківська область, Україна — пом. 14 січня 2017, с. Новоолександрівка, Попаснянський район, Луганська область, Україна) — українській військовослужбовець, капітан Збройних сил України, учасник російсько-української війни.

## Життєпис
Віталій Сенюк народився 1971 року в селі Острівець на Городенківщині. 1986 року закінчив Коломийську середню школу № 3.
1992 року закінчив Ачинське військове авіаційне технічне училище (м. Ачинськ, РФ) за спеціальністю «старший технік літаків». Мешкав за місцем служби — у Чорткові, Коломиї, останні роки проживав із сім'єю в Івано-Франківську. 20 років віддав військовій службі, служив на посадах офіцерського складу, 2010 року вийшов на пенсію. Захоплювався полюванням, рибальством, подорожами, ковальством. В рідному Острівці є велика кована брама, зроблена його руками. Відвідував протестантську Церкву.
У зв'язку з російською збройною агресією проти України 5 вересня 2014 року призваний за мобілізацією Івано-Франківським МВК як доброволець. Хоча Віталій переніс складну операцію на спинному мозку, але не зміг лишатися осторонь. З 2014 року брав участь в антитерористичній операції на Сході України у складі 24-ї Залізної бригади. Пройшов бої в районі Зеленопілля, Лутугиного, звільняв Лисичанськ, обороняв Попасну. З 20016 року — на військовій службі за контрактом. Ніколи не відсиджувався в штабі, у «гарячих точках» війни завжди був разом із своїми солдатами.
Капітан, помічник начальника штабу — начальник розвідки механізованого батальйону 24-ї окремої механізованої Залізної бригади імені князя Данила Галицького, в/ч А0998, м. Яворів.
Загинув 14 січня 2017 року близько 15:30 неподалік села Новоолександрівки Попаснянського району Луганської області під час виконання бойового завдання. Військовий автомобіль був обстріляний терористами з ПТРК. Внаслідок прямого влучення протитанкової керованої ракети капітан Сенюк від множинних осколкових поранень загинув на місці, ще один офіцер (молодший лейтенант) дістав тяжке поранення.
19 січня з Віталієм Сенюком прощались в Івано-Франківську. Похований на Алеї Слави міського кладовища у с. Черніїв.
Залишилися батьки, дружина Ірина та троє дітей, старший Владислав, 22-річна Юлія та 9-річний Ілля. 
Молодший брат загинув на Донеччині розвідник "десятки" з Прикарпаття Андрій Сенюк 11 листопада 2022.https://suspilne.media/315100-na-doneccini-zaginuv-rozvidnik-desatki-z-prikarpatta-andrij-senuk/

## Нагороди та вшанування
- Указом Президента України № 104/2017 від 10 квітня 2017 року «за особисту мужність, виявлену у захисті державного суверенітету та територіальної цілісності України, самовіддане виконання військового обов'язку» нагороджений Орденом Богдана Хмельницького III ступеня (посмертно)[4].
- Медаль «За зразкову службу у Збройних Силах України».
- Нагороджений відзнакою Президента України «За участь в антитерористичній операції» (посмертно).
- Вшановується в меморіальному комплексі «Зала пам'яті», в щоденному ранковому церемоніалі 14 січня[5][6].